# Wallachia (EP)
Wallachia (česky Valašsko) je první EP norské sympho-blackmetalové kapely Wallachia, za jejímž vznikem stojí univerzální hudebník Lars Stavdal. Vydáno bylo v roce 1997 francouzským hudebním vydavatelstvím Velvet Music International (známým dříve pod názvem Impure Creations Records).
První demo skupiny Wallachia z roku 1996 zaujalo francouzskou společnost Impure Creations Records, která podepsala s kapelou smlouvu, ta zaručovala vydání dema jako mini CD (zájem o vyprodané demo totiž v undergroundu přetrvával). Mini CD vyšlo v roce 1997 (Impure Creations Records se mezitím přejmenovala na Velvet Music International), bylo shodné s kazetovou verzí dema a doplněné o texty a několik fotografií z rumunské Transylvánie, které pořídil Maďar Vámosi Tamás (mj. manažer legendární maďarské kapely Tormentor). Tohoto mini CD se prodalo více než 3 800 ks.
Ukrajinská vydavatelská firma Night Birds Records vlastněná Romanem Saenkem z kapely Drudkh EP znovu vydala v licenci na audiokazetách v roce 2013.

## Seznam skladeb
1. Fullmåne Over Fagaras – 10:46
2. Skjold Mot Guds Lys – 6:04
3. Arges - Riul Doamnei – 5:33
4. Knus Den Hellige Ånd – 7:07

## Sestava
- Lars Stavdal – vokály, kytara, baskytara
- Eystein Garberg – programování automatických bicích, syntezátory